# Mandriano

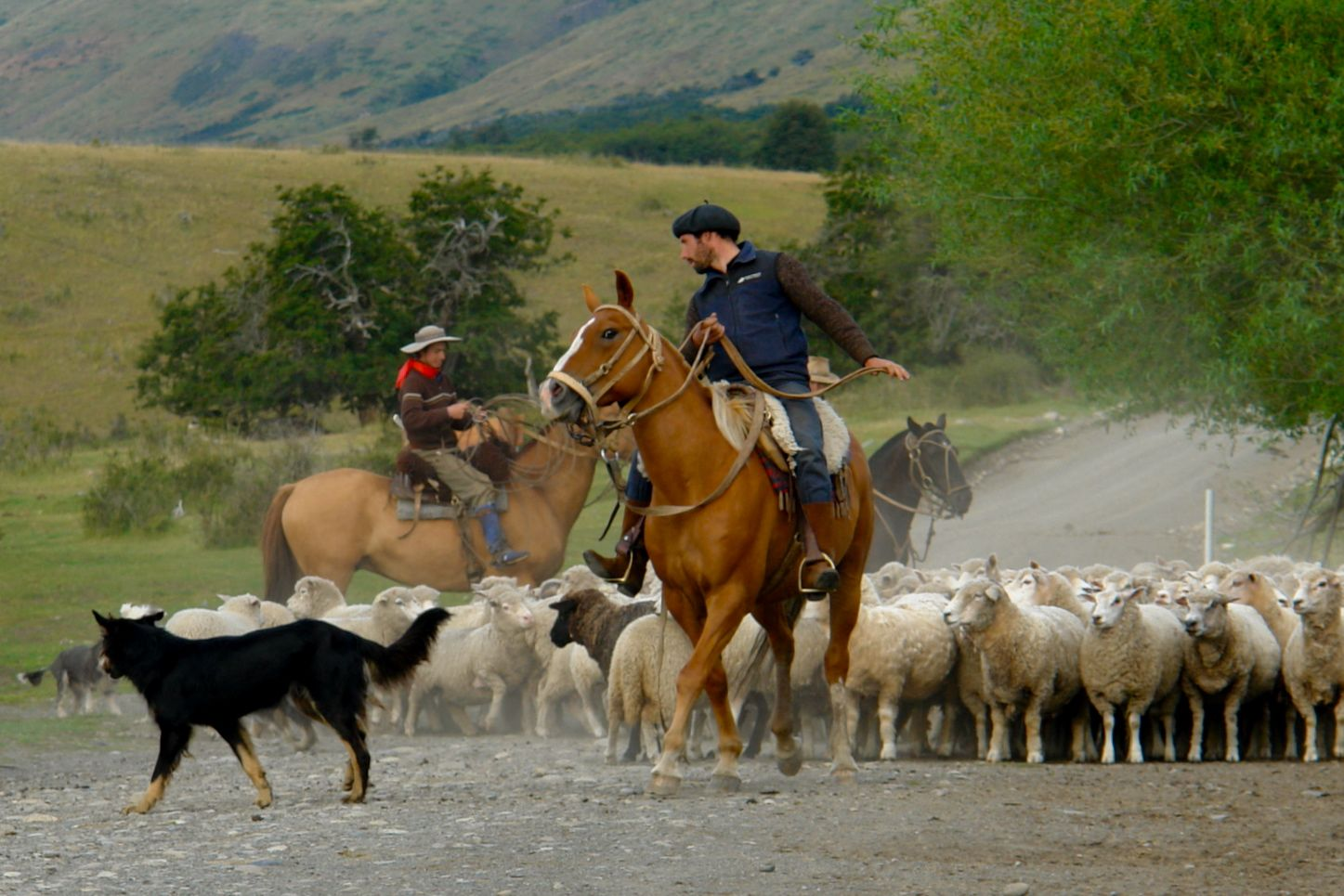
Pastore in Patagonia, Argentina

Il mandriano è il custode incaricato di vigilare, da solo o in gruppo, su di una mandria di bestiame.  Il bisogno di muoversi, per assecondare la necessità degli animali di pascoli sempre freschi o per portare il bestiame ai punti di raccolta, di vendita o di macello, costringe il mandriano ad uno stile di vita di semi-nomadismo.

## Tipi di mandriano
- buttero, il mandriano della Maremma e del Lazio;
- cowboy, il mandriano del Selvaggio West, romanticizzato dalla cultura western degli Stati Uniti d'America;
- gaucho, il mandriano delle pampas nell'America Meridionale;
- huaso, il mandriano del Cile.